# Grävlöpare
Grävlöpare (Broscus cephalotes), tidigare läderlöpare eller läderbagge, är en skalbagge i familjen jordlöpare (Carabidae). Den ska inte förväxlas med bladhorningen med samma namn (se läderbagge).

## Kännetecken
Grävlöparen är mattsvart och har kraftiga käkar som kan ge kännbara bett. Den blir 16-23 mm lång.

## Utbredning
Finns i delar av Europa och Asien. I Sverige finns den från Skåne till Gästrikland. 

## Levnadssätt
Grävlöparen trivs på sandiga ställen, till exempel havsstränder. Där kan man finna den under stenar och vrakgods där den gräver gångar i sanden och lurpassar där på rov. Om den känner sig hotad stelnar den i en speciell krampaktig ställning. Den kallas därför ibland också kramplöpare. Larven är också ett rovdjur och hittas på samma platser som den vuxna skalbaggen. Både larven och den vuxna skalbaggen övervintrar.